# Rydingia integrifolia
Rydingia integrifolia es una especie de planta con flores perteneciente a la familia Lamiaceae.

## Distribución y hábitat
El área de distribución nativa de esta especie se extiende desde el noreste de África tropical (especialmente en el cuerno de África) y el sur de Yemen. Crece principalmente en biomas desérticos o de matorral seco.

## Fitoquímica
Tanto el aceite esencial como el extracto de cloroformo de las hojas de esta especie, presentaron constituytentes derivados de monoterpenos, sesquiterpenos y diterpenos. 
El mayor componente fue un prenilbisabolano, el 1-metil-4-(5,9-dimetil-1-metileno-deca-4,8-dienil)ciclohexeno. 
Otros componentes encontrados en el aceite esencial fueron el trans-2-hexenal, trans-hex-3-en-1-ol, 1-hexanol, α-tuyeno, α-pineno, tuya-2,4(10)-dieno, 1-octen-3-ol, β-pineno, 3-octanol, fenilacetaldehído, limoneno, (Z)-β-ocimeno, linalol, trans-sabinol, menta-1,5-dien-8-ol, terpinen-4-ol, α-terpineol, β-ciclocitral, nerol, geraniol, vinilguaiacol, dihidroedulano, teaspirano, eugenol, α-ylangeno, β-bourboneno, E-β-cariofileno, geranilacetona, α-humuleno, β-ionona, γ-muuroleno, germacreno D, 4,5-di-epi-aristoloqueno, α-muuroleno, δ-amorfeno, E-nerolidol, espatulenol, cariofilenóxido y β-eudesmol. 
El extracto clorofórmico de las hojas presentó principalmente diterpenoides del tipo del labdano, otostegindiol, preotostegindiol, así como otros componentes como (+)-axiniseno, pentatriacontano y estigmasterol.

## Taxonomía
La especie fue descrita inicialmente como Otostegia integrifolia por George Bentham y publicada en Labiatarum Genera et Species 598, en 1834, actualmente es tanto un sinónimo como el basónimo de esta; y ulteriormente, sería transferida al género Rydingia por Anne-Cathrine Scheen y Victor Anthony Albert en Systematics and Geography of Plants 77(2): 235, en 2007.

#### Etimología
Véase: Rydingia
integrifolia: epíteto latino que significa "con hojas enteras/íntegras".